# Caro Gorbaciov
Caro Gorbaciov è un film del 1988 diretto da Carlo Lizzani.

## Trama
Il film inizia la notte del 1937 che precedette l'arresto dell'intellettuale e rivoluzionario russo Nikolaj Ivanovič Bucharin, mostrando come la vissero lo stesso Bucharin, uno dei capi storici della rivoluzione sovietica, e la moglie Anna. Il giorno successivo Bucharin viene arrestato e processato, mentre l'anno successivo è la volta della fucilazione.

## Riconoscimenti
- David di Donatello 1989
  - miglior produttore